# دیگاله
دیگاله  در زمانهای قدیم یکی از روستاهای باستانی شهرستان ارومیه بوده است که در قسمت شمال شرقی شهر جای داشته. و پس از گسترش شهر ارومیه این روستا در داخل منطقه شهری قرار گرفته و به شهرک گلستان و محله دیگاله مشهور شد.این محله در منطقه چهار شهر ارومیه قرار گرفته و از امکانات محدود شهری رنج میبرد ، از مشکلات این محله می توان به پیاده رو ۲۰ سانتی متری، جلو آمدن خانه ها به سمت خیابان، نداشتن مدرسه، نداشتن کتابخانه، آسفالت ناهموار و... اشاره کرد.به تازگی و در مورخه ۲۱ اسفند ۱۴۰۱ بوستان محله دیگاله به نام جویزلی باغ دیگاله به متراژ ۲۰ هزار متر مربع به بهره برداری رسیده است.

## آثار باستانی
- کلیسای مریم مقدس در این شهرک، سه کلیسا وجود دارد که یکی از آنها مربوط به مسیحیان آشوری است.دو کلیسای دیگر به ارمنیان ارومیه تعلق دارد که یکی از آنها به کلی ویران شده و تنها قسمت‌هایی اندک از پی‌های آن بر جای مانده است.کلیسای ارمنی دیگر در ضلع شرقی دیگاله و در دوران معاصر ساخته شده و این بنا به مرور زمان و در اثر بی‌توجهی به تدریج ویران شده و امروزه تنها اندکی از دیوارهای آن بر جای مانده است.